# Wolframs-Eschenbach
Wolframs-Eschenbach là một thị xã tại huyện Ansbach, bang Bayern nước Đức. Đô thị Wolframs-Eschenbach có diện tích 25,47 km², dân số thời điểm ngày 31 tháng 12 năm 2006 là 2884 người. Đô thị này tọa lạc 14 km về phía đông nam của Ansbach, và 36 km về phía tây nam của Nuremberg.
Wolframs-Eschenbach được lập vào thời Trung cổ. Đô thị này được đặt tên theo Minnesinger Wolfram von Eschenbach, nhà thơ thời Trung cổ.